# グランド・フォークス駅
グランド・フォークス駅（英語:  Grand Forks station）は、アメリカ合衆国ノースダコタ州グランドフォークス デマーズ・アベニュー5555にある駅。 全米各地を結ぶ旅客鉄道のアムトラックが乗り入れている。

## 概要
グランド・フォークスの駅舎は、1982年に建設された。その年代に建てられた他のアムトラックの駅舎と同様な様式を持つ。

## 利用可能な鉄道路線／列車
アムトラックの停車する列車は下記の通り。
シカゴとシアトル / ポートランド間の夜行長距離列車エンパイア・ビルダー … 1往復 発着
※当駅にはシカゴ - シアトル間、シカゴ - ポートランド間の編成とも停車。ワシントン州のスポケーン駅にて連結および切り離しを行う。